# Europese kampioenschappen schaatsen afstanden 2024 - 5000 meter mannen
De 5000 meter mannen op de Europese kampioenschappen schaatsen 2024 werd verreden op zaterdag 6 januari 2022 in ijsstadion Thialf in Heerenveen. Patrick Roest werd voor de derde opeenvolgende keer kampioen.
Chris Huizinga volgde een vlak schema en eindigde met een nieuw persoonlijk record op een vierde plek. Sander Eitrem dook daar nog 4,5 seconden onder en zette in de vijfde rit een scherpe tijd neer. Bart Swings wist een rit later de uiteindelijk vijfde tijd neer te zetten. Davide Ghiotto maakte er in zijn rit tegen Roest een mooie strijd van. Hij dook lang onder het schema van het baanrecord, maar kon dit op het einde niet volhouden. Roest lag twee ronden voor het einde voor het eerst op kop en finishte in een derde tijd ooit in Thialf.

## Uitslag
| #      | Schaatsers              | Land        | Tijd       | Verschil |
| ------ | ----------------------- | ----------- | ---------- | -------- |
| Goud   | Patrick Roest           | Nederland   | 6:05.93    |          |
| Zilver | Davide Ghiotto          | Italië      | 6:08.27    | +2.34    |
| Brons  | Sander Eitrem           | Noorwegen   | 6:09.28    | +3.35    |
| 4      | Chris Huizinga          | Nederland   | 6:13.59 PR | +7.66    |
| 5      | Bart Swings             | BEL         | 6:16.25    | +10.32   |
| 6      | Sverre Lunde Pedersen   | Noorwegen   | 6:16.37    | +10.44   |
| 7      | Timothy Loubineaud      | Frankrijk   | 6:16.61    | +10.68   |
| 8      | Marcel Bosker           | Nederland   | 6:18.75    | +12.82   |
| 9      | Kristian Gamme Ulekleiv | Noorwegen   | 6:20.72    | +14.79   |
| 10     | Michele Malfatti        | ITA         | 6:22.30    | +16.37   |
| 11     | Riccardo Lorello        | ITA         | 6:24.49 PR | +18.56   |
| 12     | Fridtjof Petzold        | Duitsland   | 6:24.54 PR | +18.61   |
| 13     | Livio Wenger            | Zwitserland | 6:25.55    | +19.62   |
| 14     | Gabriel Groß            | Duitsland   | 6:29.37 PR | +23.44   |
| 15     | Szymon Palka            | Polen       | 6:37.60    | +31.67   |
| 16     | Paul Galczinsky         | Duitsland   | 6:37.79    | +31.86   |

## IJs- en klimaatcondities
|                  | Start  | Eind   |
| ---------------- | ------ | ------ |
| Tijd             | 15:29  | 16:43  |
| Luchttemperatuur | 17,7°C | 17,3°C |
| IJstemperatuur   | -9,9°C | -9,8°C |
| Luchtvochtigheid | 42,5 % | 43,1 % |